# كمين الفلوجة 2004
في 31 مارس 2004 تعرضت قافلة أمريكية تحمل أربعة أمريكيين يعملون لصالح شركة بلاك ووتر لكمين في مدينة الفلوجة في العراق. تمكن المهاجمون من قتل أربعة من حراس وموظفي شركة بلاك ووتر الأميركية وتم سحل جثثهم في الشوارع وحرقها وعلقت الجثث فيما بعد على جسر يطل على نهر الفرات.
بعدها بايام تبنت العملية مجموعة تطلق على نفسها كتيبة الشيخ احمد ياسين تابعة لكتائب ثورة العشرين.ونشرت منشورات وزعت في الفلوجة قالت فيها ان العملية هدية الى شعب فلسطين وعائلة احمد ياسين.

## ردود الفعل
أثارت صور الحادثة غضباً كبيراً لدى الاحتلال الأمريكي، مما دفعه إلى إعلان معركة الفلوجة الأولى التي كانت تهدف إلى السيطرة على المدينة. ولكن توقفت المعركة في منتصف الطريق لأسباب سياسية. بعدها بسبعة أشهر في نوفمبر 2004 نجحت القوات الأمريكية في السيطرة على الفلوجة بعد معركة الفلوجة الثانية.